# Chiton

Prinzip des dorischen Chiton

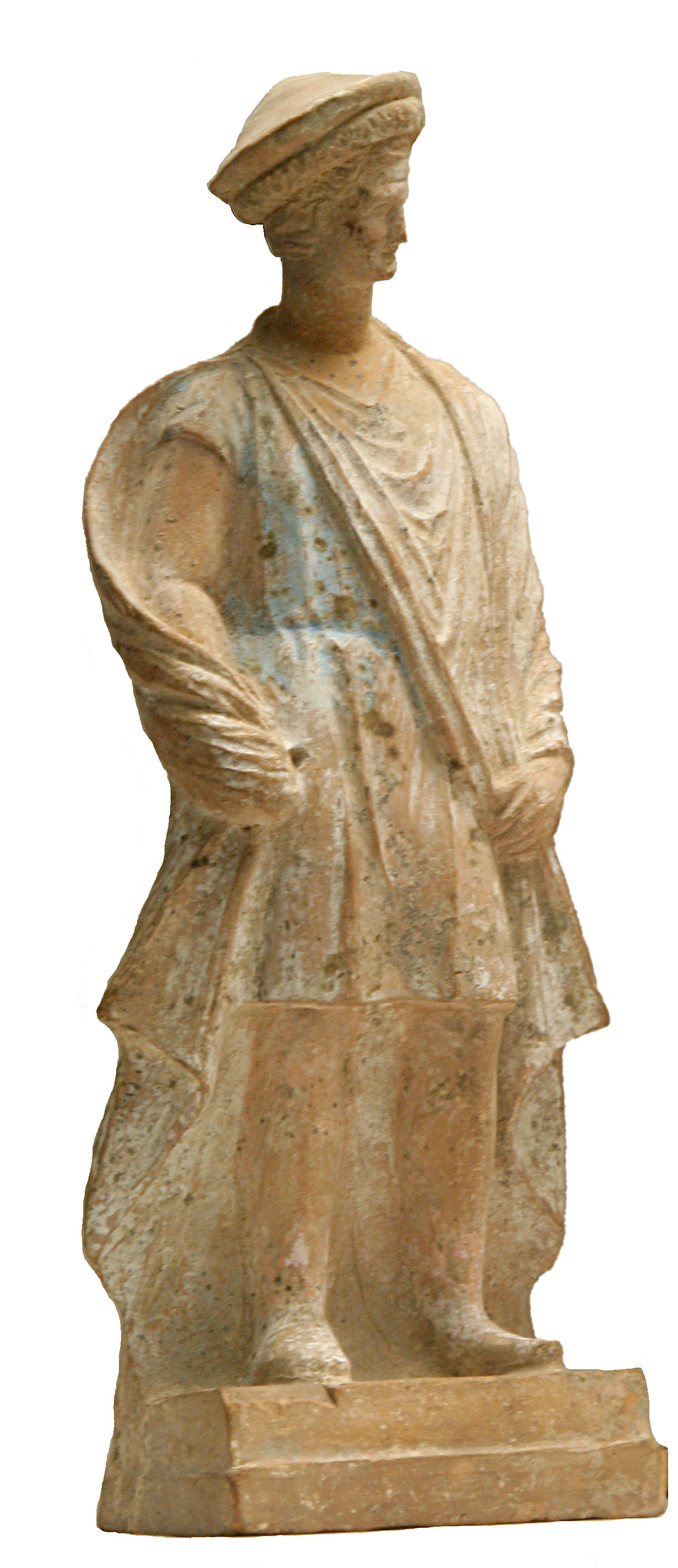
Terrakottastatue eines jungen Makedonen mit Chiton und Mantel (Chlamys) aus dem 3. Jahrhundert v. Chr.; auf dem Kopf die Kausia-Mütze

Der Chiton (altgriechisch χιτών chitón), auch Chlaina (χλαῖνα chlaína), war im antiken Griechenland das von Männern und Frauen unmittelbar am Körper getragene Unterkleid.
Man unterscheidet den dorischen und den ionischen Chiton.
Der dorische Chiton wird als Männergewand eigentlich Chlaina genannt und bestand aus einem Wolltuch. Es wurde so angelegt, dass es an der linken Körperseite gefaltet und dort geschlossen wurde, während es an der rechten offen blieb und an der Schulter durch eine Heftnadel zusammengehalten wurde. Der ionische Chiton war hingegen aus Leinen und sackartig geschlossen, so dass man ihn durch die Öffnung über den Kopf ziehen konnte.
Zur Zeit Homers war die allgemeine Tracht für die Männer der ionische Chiton, das Gewand der Frauen hingegen der Peplos. Während des Peloponnesischen Krieges kam der dorische Chiton in Gebrauch. Es galt als Kennzeichen der freien Männer, ihn über beiden Schultern zu tragen, während der Chiton exomis (ἐξωμίς exōmís, von ἔξω éxō, deutsch ‚außen‘ und ὤμος ṓmos, deutsch ‚Schulter‘) der einfachen Arbeiter und Sklaven nur links geschlossen war, wodurch der rechte Arm frei für die Arbeit blieb.
Die langen Chitone der Frauen wurden meist in der Mitte durch einen Gürtel zusammengehalten. Da der Chiton für die Frauen weit länger war als der Körper, entstand ein Überschlag, κόλπος kólpos, deutsch ‚Busen, Bausch‘, der parallel zur Unterkante des Chiton verlief und unter der Brust oder tiefer verlief, je nachdem, wie der Gürtel benutzt wurde.
Über dem Chiton wurde das Himation getragen.
Bei Männern wurde die Chlaina über die linke Schulter geworfen und auf der rechten Schulter mit Nadeln zusammengesteckt, der rechte Arm blieb frei. Sie trugen neben dem einfachen Mantel (Haplois) einen doppelt zusammengefalteten Mantel (Diplax), der so groß war, dass er auseinandergefaltet auch als Schlafdecke dienen konnte.
Von kleinasiatischen Völkern und den Persern wurde ein Ärmelchiton getragen, der sich durch angearbeitete Ärmel von den griechischen Modellen unterschied.